# Буревісник (Україна)
Буреві́сник (до 1948 року Сеткі́н, крим. Setkin) — село Білогірського району Автономної Республіки Крим.
Відстань від райцентру до населеного пункта становить 43 кілометрів по прямій.

## Історія
Поблизу Буревісника є скіфські кургани.